# Rhynchophion flammipennis
Rhynchophion flammipennis är en stekelart som först beskrevs av William Harris Ashmead 1894.  Rhynchophion flammipennis ingår i släktet Rhynchophion och familjen brokparasitsteklar. Inga underarter finns listade i Catalogue of Life.